# Kühwampenmoor
Das Naturschutzgebiet Kühwampenmoor liegt auf dem Gebiet der Gemeinde Bernau am Chiemsee im Landkreis Rosenheim in Oberbayern.
Das 23,2 ha große Gebiet mit der Nr. NSG-00047.01, das im Jahr 1949 unter Naturschutz gestellt wurde, erstreckt sich nordöstlich der Bernauer Ortsteile Irschen und Eichet. Nördlich verläuft die A 8 und erstreckt sich der 79,9 km² große Chiemsee. Südwestlich erstreckt sich der Förchensee.